# おおやちき
おおや ちき（1950年〈昭和25年〉10月23日 - ）は日本のイラストレーター、元漫画家。パズル作家。岐阜県出身。

## 来歴
本名は大矢千枝子。「大矢ちき」でデビューの後、現在の表記に改めた。愛知県立芸術大学卒業。
1972年、『りぼん』に『王子さまがいっぱい』でデビュー。1974年には自らの作品の執筆とともに、一条ゆかりの作品『デザイナー』のメインキャラクターのひとり「柾（まさき）」の作画を担当したり、大島弓子の『ロジオン ロマーヌイチ ラスコーリニコフ -罪と罰より-』のアシスタントを行ったりした。『りぼん』での活動は1975年の『回転木馬』が最後となった。
その後活動の場を『リリカ』に移し、1978年には『ぴあ』でイラストパズル「ぴあパノラマ館」を開始。『ぴあ』の発行部数が10万部の時に、プレゼント懸賞の応募ハガキ枚数が1万通を超え、1983年に第120回を数えるまで続いた。
以降はイラストレーターとして活動。1986年には『アルジャーノンに花束を』のカバーイラスト等を手掛けている。また、2006年6月から2007年8月にかけて映画情報サイト『シネマトゥディ』内の映画紹介コーナー「シネマ副音声」でイラストを担当した。

## 作品
大矢（漫画家時代の表記）は少女漫画に「マニエリスム」と「化粧」を導入した人物であると米沢嘉博は評した。『キャンディとチョコボンボン』『おじゃまさんリュリュ』などのラブコメディで、大矢は登場人物の少女に化粧という様式を加えることにより自身の世界を構成したという。また、大矢の描いたエロティシズムを感じさせる男性像は、山岸凉子の描く『アラベスク』のユーリ・ミロノフへ影響を及ぼしたばかりではなく、その後生まれる「美形ロッカー指向」「美少年指向」「デカダン指向」などへの流れを作ったとしている。

## 主な作品リスト
- 王子さまがいっぱい（りぼん1972年10月号）
- ひとめで恋に落ちたなら（りぼん1973年1月号）
- キャンディとチョコボンボン（りぼん1973年2月号）
- アルフォンスお先にどうぞ（りぼん1973年6月号）
- ルージュはさいご（りぼん1973年8月号）
- 恋のシュガーワイン（りぼん1974年1月号）
- 白いカーニバル（りぼん1974年3月号）
- おじゃまさんリュリュ（りぼん1974年4 - 8月号）
- この娘に愛のおめぐみを（りぼん1974年10月号）
- いまあじゅ（りぼん1974年11月号）
- 雪割草（りぼん1975年1月号）
- 並木通りの乗合バス（りぼん1975年3月号）
- 回転木馬（りぼん1975年4 - 7月号）
- 七色あかんべ（リリカ1977年10月号）
- そらみたか（リリカ1977年11月号）
- ウソ・ンレ・ホ（ギフトブックライブラリー1977年11月）
- ののはなりぼん（リリカ1978年6月号）
- いまごろなぜか真夜中のカレーライスパーティー（プチコミック1979年12月号）- 大島弓子・青池保子との合作。
- はえかぶり姫（プチコミック1980年4月増刊）- 大島弓子・樹村みのり・青池保子との合作
- 星際大戦（STARLOG日本版1981年1月号）- 大友克洋・新田たつお・御厨さと美との合作